# Бессарабия (пароходофрегат)
«Бессарабия» — колёсный пароходофрегат Черноморского флота Российской империи. 
Один из четырёх однотипных пароходофрегатов, заказанных в Англии для нужд Черноморского флота и непосредственно принимавших участие в боевых действиях Крымской войны.

## Описание парохода
Колёсный пароходофрегат с деревянным корпусом, водоизмещение судна составляло 824/1305 тонн, длина — 53,3—54,9 метра, ширина — 9,5—9,7 метра, а осадка 4,47—4,5 метра. На пароходофрегате были установлены две безбалансирные двухцилиндровые паровые машины общей мощностью номинальных 260 л. с. Артиллерийское вооружение судна в разное время могли составлять от 6 до 10 орудий, включавших восемь 24-фунтовых пушко-карронад, одну 10-дюймовую пушку и одну 56-фунтовую пушку.

## История постройки
В июне 1841 года императором Николаем I было принято решение о заказе в Англии четырех пароходофрегатов «с тем, чтобы в военное время можно было их обратить на полезное употребление при флоте». Заказ судов был поручен новороссийскому генерал-губернатору М. С. Воронцову при участии адмирала М. П. Лазарева.
В комиссию по подготовке «Положения о новом пароходном сообщении с Константинополем», располагавшуюся в Одессе, вошли действительный статский советник П. Марини, надворный советник А. Фицарди, представитель торгового дома Штиглица П. Пуль и представитель Черноморского флота капитан-лейтенант А. И. Швенднер, командовавший до этого пароходами «Лиман», «Молния» и «Колхида». Для заказа пароходофрегатов в Англию 11 октября того же года из Петербурга был направлен командир фрегата «Флора» — капитан-лейтенант К. И. Истомин.
Контракт на постройку пароходофрегатов «Крым», «Одесса», «Херсонес» и «Бессарабия» был заключен с судостроительной верфью «W. & H. Pitcher» 2 февраля 1842 года. При этом производитель обязался уже к 15 (27) сентября 1842 года построить «Крым» и «Одессу», а к 1 (13) февраля 1843 года закончить строительство «Бессарабии» и «Херсонеса».

## История службы
В кампанию 1843 года совершал плавания между Николаевом, Севастополем и другими черноморскими портами.
В кампанию 1844 года совершал плавания между черноморскими портами, в том числе между Николаевом и Севастополем, под командованием лейтенанта Н. М. Соковкина, а также ходил вдоль абхазского берега Чёрного моря. В 1845 году ушёл в плавание по маршруту Николаев — Константинополь и далее через пролив Босфор и Греческий Архипелаг в Средиземном море до рейда города Смирны, с генерал-адмиралом великим князем Константином Николаевичем на борту. В том же году доставил Константина Николаевича к Афонской горе, после чего вернулся в Одессу. В кампанию этого года также ходил между Николаевом и Севастополем.
В кампанию 1846 года Константин Николаевич вновь совершал плавания на пароходофрегате из Палермо по портам Средиземного моря, также в этом году судно ходило из Николаева в Одессу и Севастополь с главным командиром черноморского флота на борту. В том же году «Бессарабия» совершил практическое плавание под парусами вдоль абхазского берега, для обучения нижних чинов стрельбе по целям. В следующем 1847 году «Бессарабия» вновь совершала плавания между черноморскими портами, в том числе между Николаевом в Измаилом, а также принимал участие в спасательной операции у Херсонского маяка, доставил экипаж погибшей там шхуны «Вестник» в Севастополь.
В кампанию 1848 года нёс службу на николаевском рейде, после чего совершил плавание от Николаева к Сулину и до Измаила. 17 (29) августа 1848 года доставил на буксире из Новороссийска в Севастополь тендер «Струя», который 14 (26) января 1848 года затонул в районе Новороссийска во время боры, однако позже был поднят со дна.
Использовался на линии между Одессой и Редут-Кале, однако в связи с тем, что его использование было экономически не выгодно, в 1849 году был заменен пароходом «Еникале», после чего совершал плавания между Николаевом и Севастополем, а также выходил в крейсерства вдоль кавказских берегов Чёрного моря.
В кампанию 1850 года совершал плавания между черноморскими портами, в том числе из Николаева в Севастополь и Николаева в Новороссийск, а также нёс брандвахтенную службу у Сулинского гирла Дуная.
В 1851 году также совершал плавания между черноморскими портами.
В кампанию 1852 года совершал плавания между черноморскими портами, в том числе Николаевом и Севастополем, по реке Бугу и Днепровскому лиману, а его командир капитан-лейтенант Ф. С. Керн был награждён орденом Святой Анны III степени.
В кампанию 1853 года совершал плавания в Архипелаге, после чего через Константинополь вернулся в Николаев и ушёл в плавания к восточному берегу Чёрного моря, также в кампанию этого года ходил между черноморскими портами.
Пароходофрегат принимал участие в Крымской войне. Под командованием капитан-лейтенанта П. Ф. Щеголева в сентябре 1853 года в составе эскадры вице-адмирала П. С. Нахимова участвовал в высадке крупного десанта в Анакрию и Сухум-Кале.
4 (16) ноября 1853 года пароходофрегат под флагом контр-адмирала А. И. Панфилова во время крейсерства у Анатолийского и Румелийского берегов захватил и привел в Севастополь турецкий пароход «Меджари-Теджарет», который был включён в состав российского флота под именем «Щёголь», однако позднее переименован в «Турок».

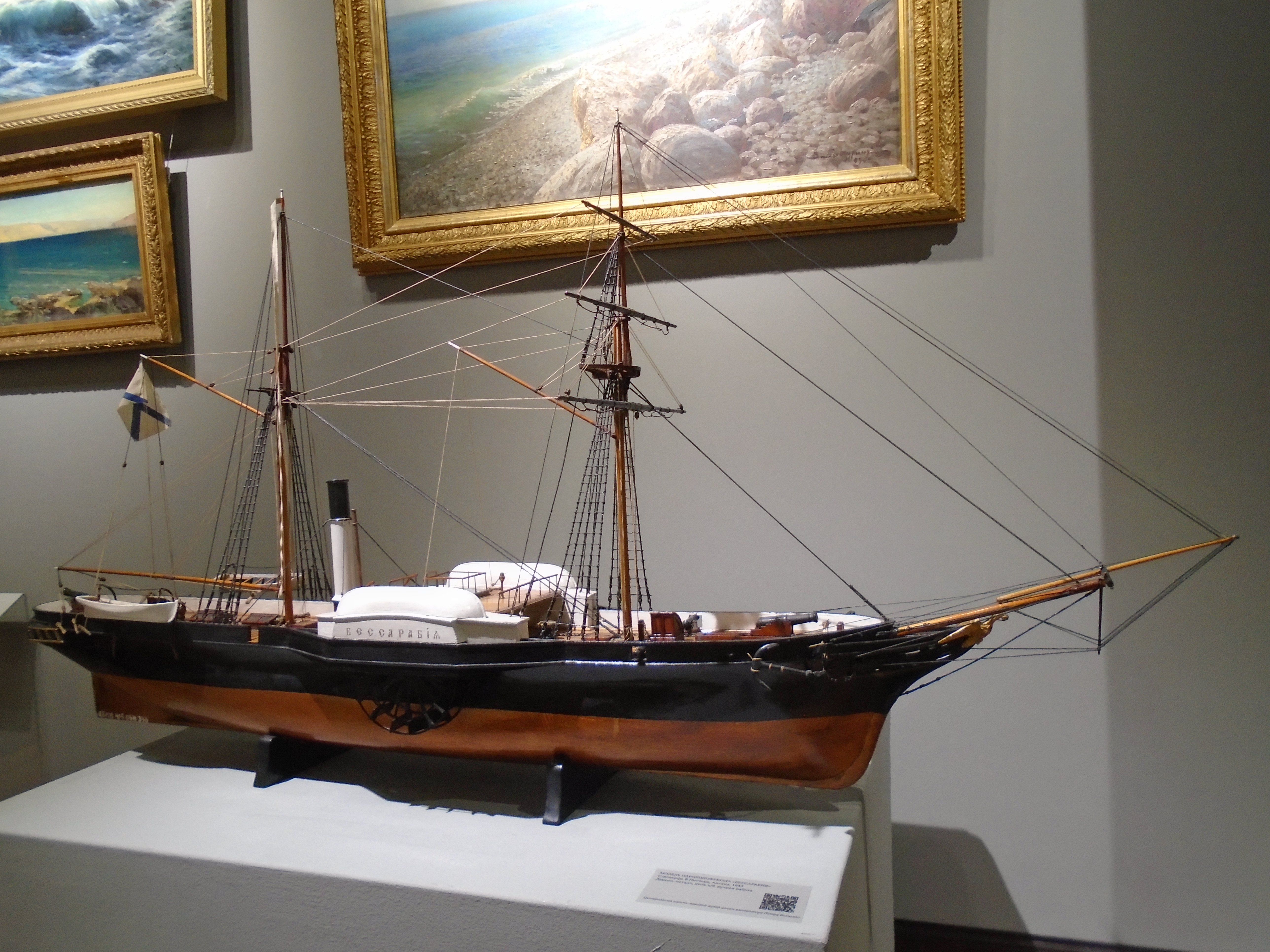
Модель пароходофрегата «Бессарабия»

В кампанию следующего 1854 года перешёл из Николаева в Севастополь, после этого находился на севастопольском рейде и периодически выходил в плавания для наблюдения за неприятельским флотом. 3 (15) июня в составе отряда под флагом контр-адмирала А. И. Панфилова принимал участие в 2,5 часовом бою с англо-французской эскадрой, состоявшей из трёх пароходов, направленных для проведения промеров Севастопольской бухты. 29 сентября (11 октября) принимал участие в перестрелке с английским пароходом во время занятия позиции у Александровской батареи.
Во время обороны Севастополя совместно с пароходофрегатами «Владимир», «Громоносец», «Крым», «Херсонес» и «Одесса» входил в отряд под командованием капитан-лейтенанта Г. И. Бутакова. 30 августа (11 сентября) 1855 года «Бессарабия» была затоплена в Северной бухте при оставлении города гарнизоном. При расчистке Севастопольской бухты 22 января (3 февраля) 1860 года пароходофрегат был поднят, но в силу плохого состояния корпуса и машин не восстанавливался и сдан на слом.

## Командиры пароходофрегата
Командирами пароходофрегата «Бессарабия» в составе Российского императорского флота в разное время служили:
- лейтенант Н. М. Соковкин (1844 год)[54];
- капитан-лейтенант Н. А. Аркас (1846—1848 годы)[55];
- капитан-лейтенант А. П. Спицын (1848—1849 годы)[56];
- капитан-лейтенант П. Д. Протопопов (1850—1851 годы)[57];
- капитан-лейтенант Ф. С. Керн (1852 год)[58];
- капитан-лейтенант П. Ф. Щёголев (1852—1853 годы)[59].